# Messor regalis
Messor regalis är en myrart som först beskrevs av Carlo Emery 1892.  Messor regalis ingår i släktet Messor och familjen myror. Inga underarter finns listade i Catalogue of Life.